# Pau Bartoló Roca
Pau Bartoló Roca (Avià, Berguedà, 12 d’octubre de 1978) és un ciclista i tècnic de bicicleta tot terreny, esquiador de muntanya, un corredor de muntanya, ultrafondista i entrenador de corredors d'elit català.
Bomber de professió, és un corredor de muntanya català d'alt nivell. Va començar competint com a ciclista i també fou tècnic de bicicleta tot terreny. Així, el 1992, amb només 14 anys, entrà al Club Ciclista Berga practicant cros, posteriorment com a juvenil començà a competir en descens. Guanyà dues Copes Catalanes, el 1998 de cros i el 2000 de descens. Durant els anys 2002 i 2007 fou responsable de bicicleta tot terreny a la Federació Catalana de Ciclisme. Dirigí durant cinc temporades les seleccions catalanes en ambdues modalitats. El 2007 deixà la direcció tècnica de la FCC.
Posteriorment, acabà invertint el seu temps en les competicions d'esquí i curses de muntanya. Més enllà dels seus bons resultats, destaca també per ser l'entrenador d'atletes tan conegudes com Núria Picas o Judit Franch. L'abril del 2014 es proclamà campió d'Espanya de surf de neu (taula de neu) a la disciplina de "slope style", en ser els millors en la competició disputada a l'estació d'esquí de Serra Nevada, a Granada. El juliol del 2014 al costat de la també atleta del Berguedà Núria Picas, aconseguí la victòria a la 'ultra del Trail Catllaràs' disputada a la Pobla de Lillet.
L'agost d'aquell mateix any 2014 es va imposar a la "Courmayeur-Champex-Chamonix" (CCC) de 101 kms, una de les cinc proves que s'organitzen durant la en el marc de l'Ultra-Trail du Mont-Blanc, imposant-se amb autoritat a una munió de francesos, i això, als peus dels Alps. Un any més tard, el 2015, es proclamà campio en una altra de les proves de l'Ultra-Trail du Mont-Blanc, l'anomenada "Sur les Traces des Ducs de Savoie" o TDS, una prova que en aquella edició tenia 105 kms. i 6.700 mmetres de desnivell positiu.
L'any 2016 li van plantejar un repte que per a ell va asumir amb il·lusió, perseverança i esforç. Es tractava d'aconseguir fer realitat la proesa de córrer 145 quilòmetres per la Lapònia noruega. El corredor de muntanya d'Avià completà el repte, recorrent durant tres dures etapes, la distància que separa la regió de Finnmark de la frontera de Finlàndia. Les dures condicions meteorològiques del Cercle Polar Àrtic, amb temperatures al voltant de -20 °C, es foren el gran enemic per fer realitat aquest objectiu, que finalment aconseguí portar a terme.
En la seva vertent com a entrenador, el 2016 Pau Bartoló es convertí en el coordinador a l'Escola Trail de Berga d'un total de 19 entrenadors, formadors de més de 200 nens en el trail running, i també els valors i l'entorn, aportant professionalitat i posant les bases d'una metodologia de referència.
El març del 2017 La Pobla de Lillet acollí el primer 'Training Camp Berguedà', organitzat conjuntament pel Consell Comarcal del Berguedà i el mateix Pau Bartoló. El Training Camp consistí en un entrenament matinal guiat pel mateix Bartoló, amb la presència d'altres corredors de muntanya d'elit especialistes en trail, acompanyat de xerrades tècniques obertes a tothom durant la tarda al Saló la Flor del poble.
L'agost del 2022 es proclamà guanyador a la Marató de Muntanya de Berga.